# Luigi Saraceni (politico 1862-1929)
Luigi Saraceni (Castrovillari, 10 dicembre 1862 – Castrovillari, 27 novembre 1929) è stato un avvocato e politico italiano.

## Biografia
Avvocato di idee repubblicane, anti-giolittiano, nel 1906 fondò con il fratello Silvio la rivista Il Moto, che criticava le politiche del governo di Giovanni Giolitti nel Mezzogiorno. Fervente attivista politico, il 1º settembre 1901 aveva tenuto un comizio dinanzi 8.000 persone nel piazzale del Ginnasio di Castrovillari per sollecitare la ripresa dei lavori della ferrovia Lagonegro-Castrovillari. Dopo l'estensione del suffragio universale  maschile in Italia, Saraceni si candidò alle elezioni politiche del 1913 nel collegio di Castrovillari, riuscendo ad essere eletto alla Camera dei deputati per la XXIV Legislatura del Regno d'Italia. In veste parlamentare, presentò un progetto di legge sull'edilizia scolastica, al fine di migliorare la qualità degli edifici scolastici, spesso fatiscenti. Neutralista allo scoppio della Prima Guerra mondiale, dopo la fine del conflitto Saraceni non venne riconfermato dagli elettori del suo collegio, dove già stava crescendo il movimento combattentista. All'avvento del fascismo, si dichiarò ostile e attorno a lui si radunò tutta l'opposizione democratica della zona di Castrovillari. Morì infine nella sua città natale il 27 novembre 1929, a 66 anni.